# 赫格薩埃特山
72°35′S 3°23′W / 72.583°S 3.383°W
赫格薩埃特山（德語：Høgsætet）是南極洲的山峰，位於東部南極洲的毛德皇后地，屬於沃爾塔特山脈中西彼得曼山脈的一部分，海拔高度2,715米，由德國探險隊發現。